# 김대락
김대락(金大洛, 1845년 ~ 1914년)은 한국의 독립운동가이다. 안동 출생이며, 본관은 의성(義成), 자는 중언(中彦), 호는 비서(賁西)이다. 후일 만주에 들어가 백두산 아래서 산다는 뜻에서 백하(白下)라는 별호를 사용하였다.
저서로는 《백하일기(白下日記)》가 있다.

## 같이 보기
- 백하구려
- 협동학교